# Юсеф Комуньяка
Юсе́ф Комунья́ка (англ. Yusef Komunyakaa, нар. 29 квітня 1941) — американський поет, викладач Нью-Йоркського університету, член Товариства письменників з півдня.  Лауреат поетичної премії Кінгслі Тафта за збірку Neon Vernacular, Пулітцерівської поетичної премії 1994, поетичної премії Рут Лілі. У 2007 році отримав Премію письменників Луїзіани за тривалий внесок у світ поезії.
Пише про сільське життя до початку руху за громадянські права афроамериканців та власний досвід служби солдатом під час війни у В'єтнамі.

## Життя
Комуньяка імовірно народився у 1941 році (інша дата — 1947) й отримав ім'я Джеймс Вільям Браун; був найстаршим з п'яти дітей теслі Джеймса Вільяма Брауна. Пізніше він повернув собі дідове прізвище Комуньяка, яке той змінив, зайцем приїхавши в Америку з Тринідаду. Виріс у містечку Боґалуза, Луїзіана.
З 1965 по 1970 роки служив в армії США, був у Південному В'єтнамі під час війни, звідки повернувся 14 грудня 1966. Працював у військовій газеті Southern Cross, пишучи історії, беручи інтерв'ю у солдатів, публікуючи статті з історії В'єтнаму, за що отримав Бронзову Зірку.
Почав писати вірші у 1973 році в Університеті Колорадо (Колорадо-Спрінґс), де він був редактором і дописувачем літературно-мистецького видання кампусу riverrun. У 1978 році отримав диплом магістра Університету штату Колорадо, а в 1980 — у Каліфорнійському університеті в Ірвіні.
У 1985 році одружився з австралійською письменницею Менді Сейер і того ж року став професором Університету Індіани у Блумінгтоні. Юсеф і Менді були одружені десять років.
Викладав в Університеті Індіани до осені 1997 року, потім став професором англійської мови у Принстонському університеті. Зараз Юсеф Комуньяка — професор на програмі творчого письма у Нью-Йоркському університеті.

## Поезія

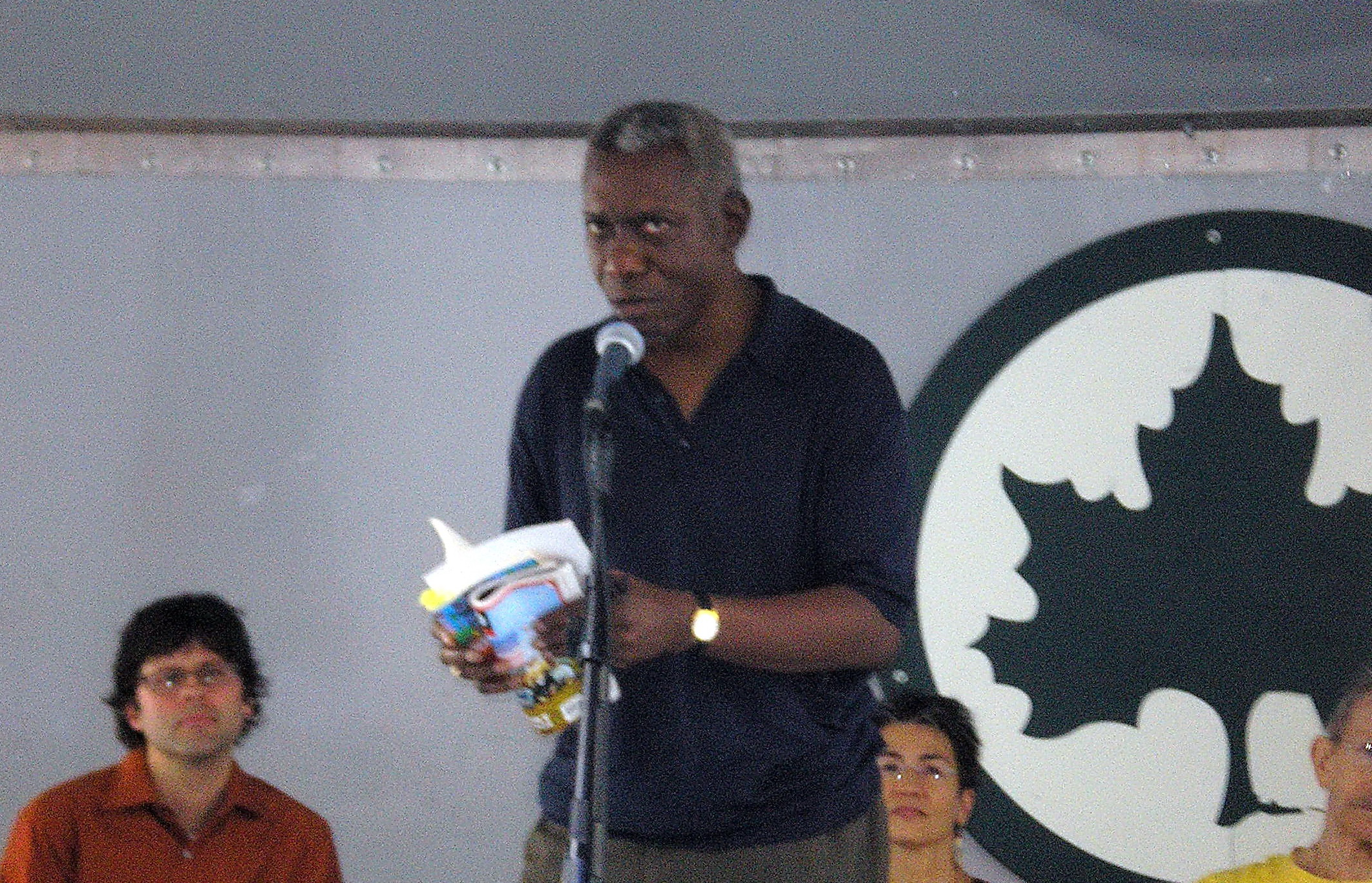
На Бруклінському книжковому фестивалі 2006

Його роботи Dedications and Other Darkhorses (1977) і Lost in the Bonewheel Factory (1979) вийшли невеликим тиражем, а третя збірка Copacetic (1984) стала першим комерційним виданням.
I Apologize for the Eyes in My Head, опублікована у 1986 році отримав Сан-Франциську поетичну премію. Став відомим після Dien Cai Dau (в'єтнамською «божевілля в голові»), яка була опублікована у 1988, стосувалася його досвіду у В'єтнамі й отримала поетичну премію Dark Room.
За подібність з ритмами джазу його творчість називають джаз-поезією.
Комуньяка опублікував багато інших збірок поезії, серед яких: Taboo: The Wishbone Trilogy, Part I (2004), Pleasure Dome: New and Collected Poems, 1975–1999 (2001), Talking Dirty to the Gods (2000), Thieves of Paradise (1998), Neon Vernacular (1994), Magic City (1992) та Pleasure Dome (2001).
У 1999 році обраний президентом Академії американської поезії.
У 2004 році, Комуньяка почав співпрацювати з драматургом і театральним продюсером Чадом Ґраціа над театральною адаптацією Епосу про Гільгамеша. П'єса вийшла друком у жовтні 2006 року і вперше поставлена навесні 2008; повноцінна вистава у травні 2013 року відбулася у Constellation Theatre у Вашингтоні.